# 四人組
四人組（よにんぐみ、簡: 四人帮、拼音: Sìrén bāng）は、1960年代から約10年続いた中華人民共和国の文化大革命を主導した4人の政治家、江青・張春橋・姚文元・王洪文を指す呼称。文革四人組とも呼ばれる。
元々、中華人民共和国での彼らの呼称は「上海幇」だったが、逮捕後に「四人幇」という名称を中国共産党が公式に使用し、現在に至る。
四人組はプロレタリア独裁・文化革命を隠れ蓑にして極端な政策を実行し、反対派を徹底的に弾圧、迫害して殺害したが、中国共産党中央委員会主席である毛沢東の死後に失脚した。うち江青と張春橋は既に死亡していた林彪及び康生と共に文化大革命の首謀者と見なされ、のちに特別法廷で執行猶予付きの死刑判決を下された。王洪文は武装反乱を組織し、誣告も行ったとして終身刑に処され、姚文元は共産党の宣伝機関を使い「反革命扇動」を行ったとして懲役20年の有期懲役に処された。

## 経緯

### 文化大革命
1960年代半ばから約10年間にわたる文化大革命（文革）において、江青（中国共産党中央政治局委員、中央文化革命小組（中央文革小組）副組長、毛沢東夫人）、張春橋（国務院副総理、党中央政治局常務委員）、姚文元（党中央政治局委員）、王洪文（党副主席）らは勢力を伸張し、1971年9月の林彪墜死以降、中国共産党指導部で大きな権力を握るようになった。1973年8月の第10回党大会では四人全員が中央政治局委員となり、この時から局内に四人組が成立する。
四人組は従来の文革路線を踏襲して能力給制や余剰生産物の個人売買を認める政策を激しく批判して、政敵を迫害・追放した。この権力闘争は「党内の大儒」として暗に周恩来（国務院総理）を批判する批林批孔運動や、復活していた鄧小平副総理の打倒へと続いたが、毛沢東は1974年7月の中央政治局会議で「四人で小さな派閥をつくってはならない」と江青・張春橋らを批判した。また1974年10月には王洪文が鄧小平を批判してその筆頭副総理就任を阻止しようとしたが、逆に毛沢東から叱責されるなど、必ずしも全権を握っていたわけではなかった。

### 終焉
1976年1月の周恩来の死去を契機に、第一次天安門事件などで民衆の反四人組感情が高揚したが、四人組は権力闘争を続け、鄧小平を再度の失脚へ追い込んだ。続く1976年9月9日の毛沢東の死で四人組はその象徴を失ったにもかかわらず、文革路線の堅持を主張して支配を確立しようとしたが、政権は華国鋒に引き継がれた。
国防部長（大臣）で反文革派の葉剣英（元帥）から支持を受けた華国鋒総理らと文革堅持を主張する四人組の対立は毛沢東の死の直後から急激に表面化し、上海の文革派民兵による砲台明け渡し要求をきっかけに反文革派は四人組の逮捕を決断する。1976年10月6日、四人組は汪東興が率いる8341部隊によって北京で逮捕された。
四人組は1977年7月の第10期3中全会で党籍を永久剥奪された。続く8月の第11回党大会では1966年以来11年にわたった文革の終結と四人組の犯罪が認定され、また実権派として迫害・追放されていた党員は名誉を回復され、復職した。

### 裁判
1980年11月20日から1981年1月25日までの間、四人組は最高人民法院特別法廷でクーデター計画や幹部および大衆の迫害など、4件の罪状によって裁かれた。

#### 判決とその後
- 江青：容疑を全面否認し、1981年に2年間の執行猶予付き死刑判決（後に無期懲役に減刑）。1991年、自殺した。
- 王洪文：容疑を全面的に認め、1981年に終身刑判決。1992年、肝臓疾患により獄中死。
- 張春橋：黙秘を貫き、1981年に2年間の執行猶予付き死刑判決（後に懲役18年に減刑）。出所後の2005年、胃癌のため死去した。
- 姚文元：容疑の一部を認め、1981年に懲役20年判決。出所後の2005年、糖尿病のため死去した。

## 実態

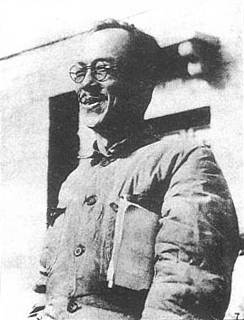
数十年にわたって毛沢東のために「汚れ仕事」を務めたとされ、文化大革命の重要人物の一人で、批林批孔運動を繰り広げた康生

四人組による周恩来・鄧小平批判の経緯からは、いわゆる「四人組」は徹頭徹尾毛沢東の忠実な手足であったと判断できる。すなわち、華国鋒と後続する諸政権により「四人組」と命名されたものの、その実態は毛沢東をも含めた「五人組」であった。とはいえ、毛沢東が江青らのグループの全行動を容認していたわけではなく、たとえば、江青は1930年代の上海時代の自身のスキャンダルを隠滅するために、美男俳優趙丹を投獄し、演劇関係者を少なからず死に追いやったが、これらはスキャンダルが政敵によって毛沢東の知るところとなるのを怖れてのものであった。